# Olipara lamottei
Olipara lamottei är en insektsart som först beskrevs av Synave 1963.  Olipara lamottei ingår i släktet Olipara och familjen kilstritar. Inga underarter finns listade i Catalogue of Life.